# AEG渦輪機工廠

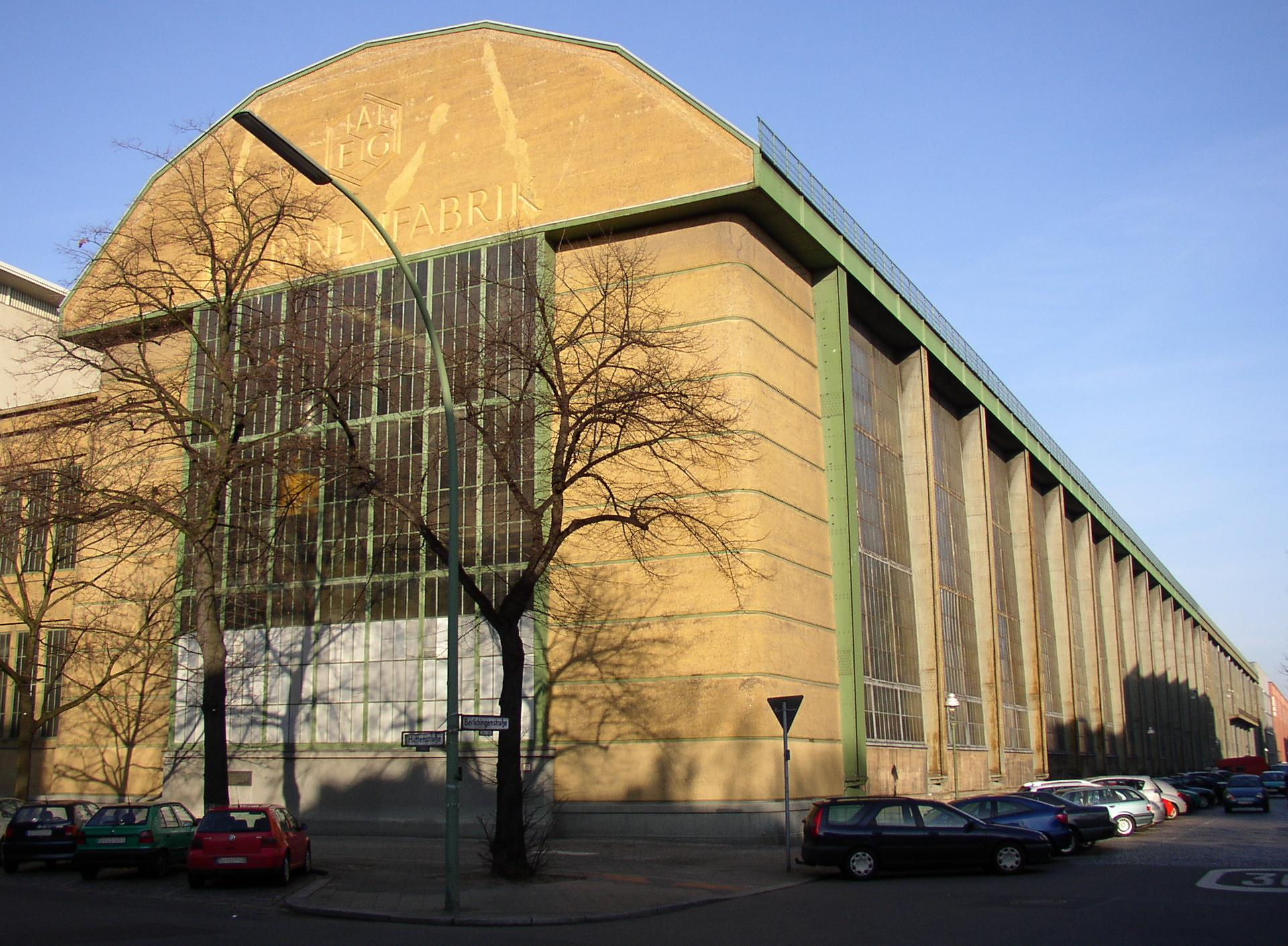
建筑轴线的形状和高度由三个连接拉杆确定。

AEG涡轮机工厂是建成于1909年的工厂建筑，位于柏林莫阿比特区的Huttenstraße 12–16。这栋建筑被认为是建筑师彼得·贝伦斯最著名的作品。这座建筑长约100米，使用钢框架结构，两侧各有15米高的玻璃窗，被认为是将现代设计引入工业建筑的第一次尝试。这是一种世界首创的大胆尝试，对现代主义建筑产生深刻的影响。

## 起源
从1892年开始，工厂所在地被联合电气公司（UEG）占用。这家公司由奥古斯特·蒂森和汤姆森休斯顿电气公司创立。该公司的目标是进入蓬勃发展的电气行业，这一处工厂则用于生产有軌電車。UEG很快就遇到了财政困难，导致AEG于1904年接管并计划建设一座新的涡轮机工厂。
建筑师彼得·贝伦斯受委托设计新建筑。贝伦斯不仅仅是一名建筑师，自1907年起，他被AEG聘为艺术顾问，并设计了该公司的电气产品、徽标和其他公司图案。他还负责设计公司的整体外形。1901-1903年，贝伦斯受到新艺术运动的影响，很快成为德意志工藝聯盟的创始成员。受英国艺术与工艺运动的影响，他们致力于提高德国设计的质量，发展符合现代理性的建筑，同时仍然拥抱古典传统。

## 建造

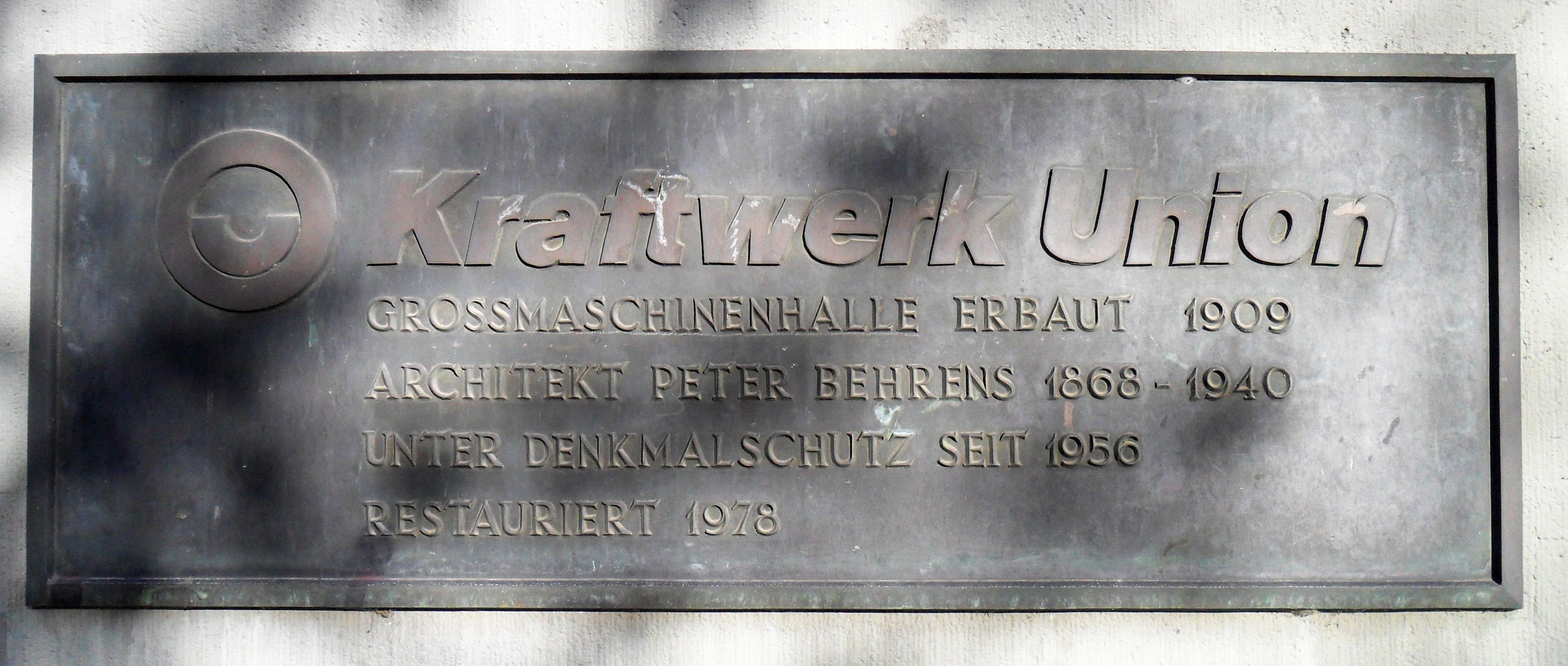
AEG涡轮机工厂上的标牌

涡轮厂房建于1909年，由彼得·贝伦斯（Peter Behrens）担任首席建筑师，工程师卡尔·伯恩哈德（Karl Bernhard）参与设计。厂房位于柏林-莫比特的Huttenstraße和Berlichingstra \223 e街的拐角处。它由两个平行的空间组成，一个较低的空间连接到主空间的西部。主空间宽25.6米（下部12.5米），高25米，长123米，主体由22个钢架组成，每9米放置一组。钢柱在外面没有装饰，可以看到螺栓和接头，中间有巨大的玻璃窗，向顶部略微向内倾斜。山墙端部由钢筋混凝土制成，两侧的桥墩上都有金属带，形成了一种粗糙的外观，公司的标志被铸造在山墙的混凝土中。
1939年，整个建筑被开发成涡轮机的生产场地。它现在是西门子公司厂房的一部分，西门子仍在那里运营一家燃气轮机厂。这家工厂在一百年后，仍然用于生产涡轮机的目的。

## 意义
贝伦斯的设计借鉴了新古典主义建筑，山墙两端的桥墩上都有金属带，形成了一种粗糙的外观。大卫·沃特金将其描述为“权力的殿堂”。同样，汤姆·威尔金森将其比作“帕特农神庙的最新版本”。
弗朗茨·海塞尔写道：“没有比这座由玻璃和钢筋混凝土建造的纪念馆更可爱的建筑了：赫滕斯大街上的彼得·贝伦斯涡轮机工厂。”
自1956年以来，该建筑被列为受保护的历史古迹，并于1978年进行了修复。南侧有一块牌匾，上面写着建筑、建筑师和遗产状况的信息。

## 延伸阅读
- Landesdenkmalamt Berlin (Hrsg.), Jürgen Tomisch (Bearb.): Deutsche Denkmaltopographie, Denkmale in Berlin, Bezirk Mitte, Ortsteile Moabit, Hansaviertel und Tiergarten. Michael Imhof Verlag, Petersberg 2005, ISBN 3-86568-035-6, pages 292–298.
- William J. R. Curtis: Moderne Architektur seit 1900, englische Erstausgabe von 1982, 2002
- 彼得·贝伦斯: Umbautes Licht, Munich, 1990
- F. Neumeyer, T. Buddensieg, H. Rogge, among others, Industriekultur – Peter Behrens und die AEG 1907–1914, 1993
- Herbert Kurth, Aribert Kutschmar: Baustilfibel, Berlin, 1964
- Epochen der Kunst. Unterrichtswerk in vier Banden, Band 4, München, 1989, page 176
- Jan Gympel: Geschichte der Architektur, Cologne, 1996
- Jürgen Tomisch: Bezirk Mitte. Ortsteile Moabit, Hansaviertel und Tiergarten, Petersberg, 2005
- Louis Sullivan: The tall office building artistically considered, Lippincott's Magazine, Marz 1896